# لیوبنووو (استان خاسکوو)
لیوبنووو (به بلغاری: Lyubenovo) یک منطقهٔ مسکونی در بلغارستان است که در شهرستان هاسکوفو واقع شده‌است.